# Hala Jaworzyna (Beskid Sądecki)

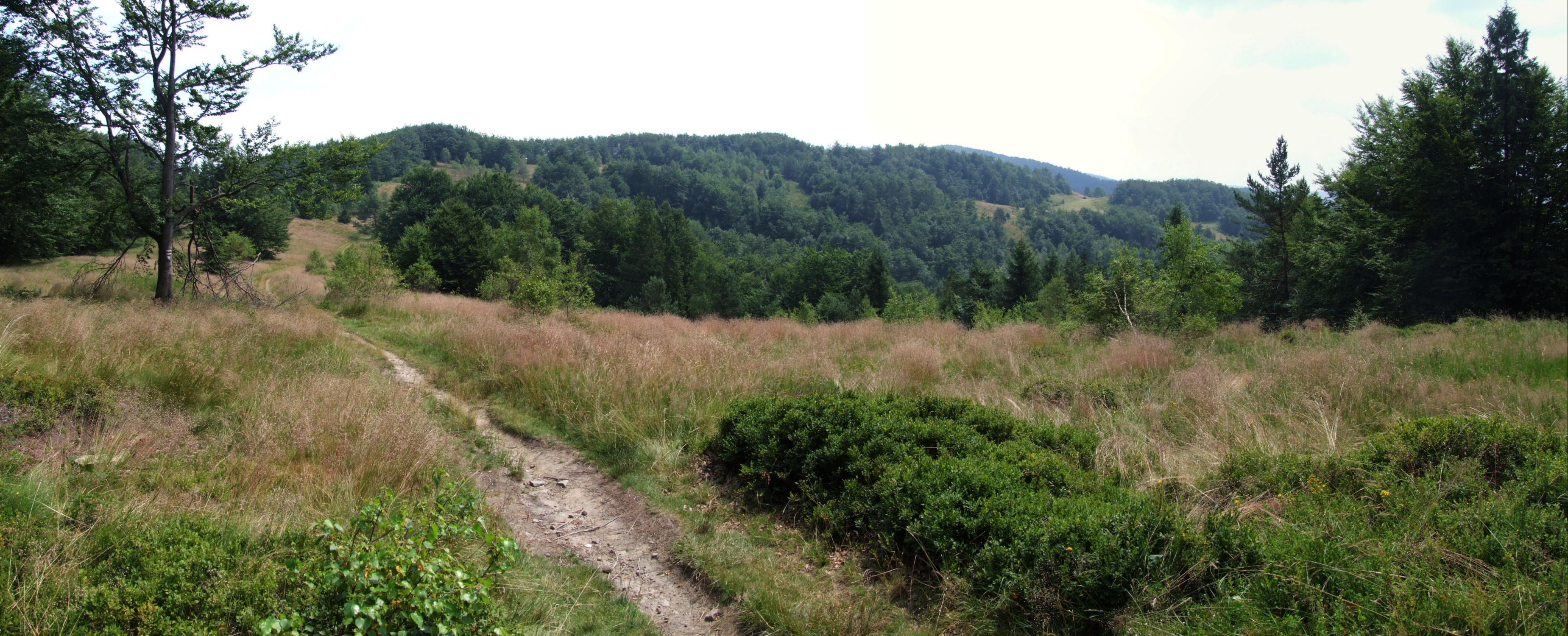
Hala Jaworzyna

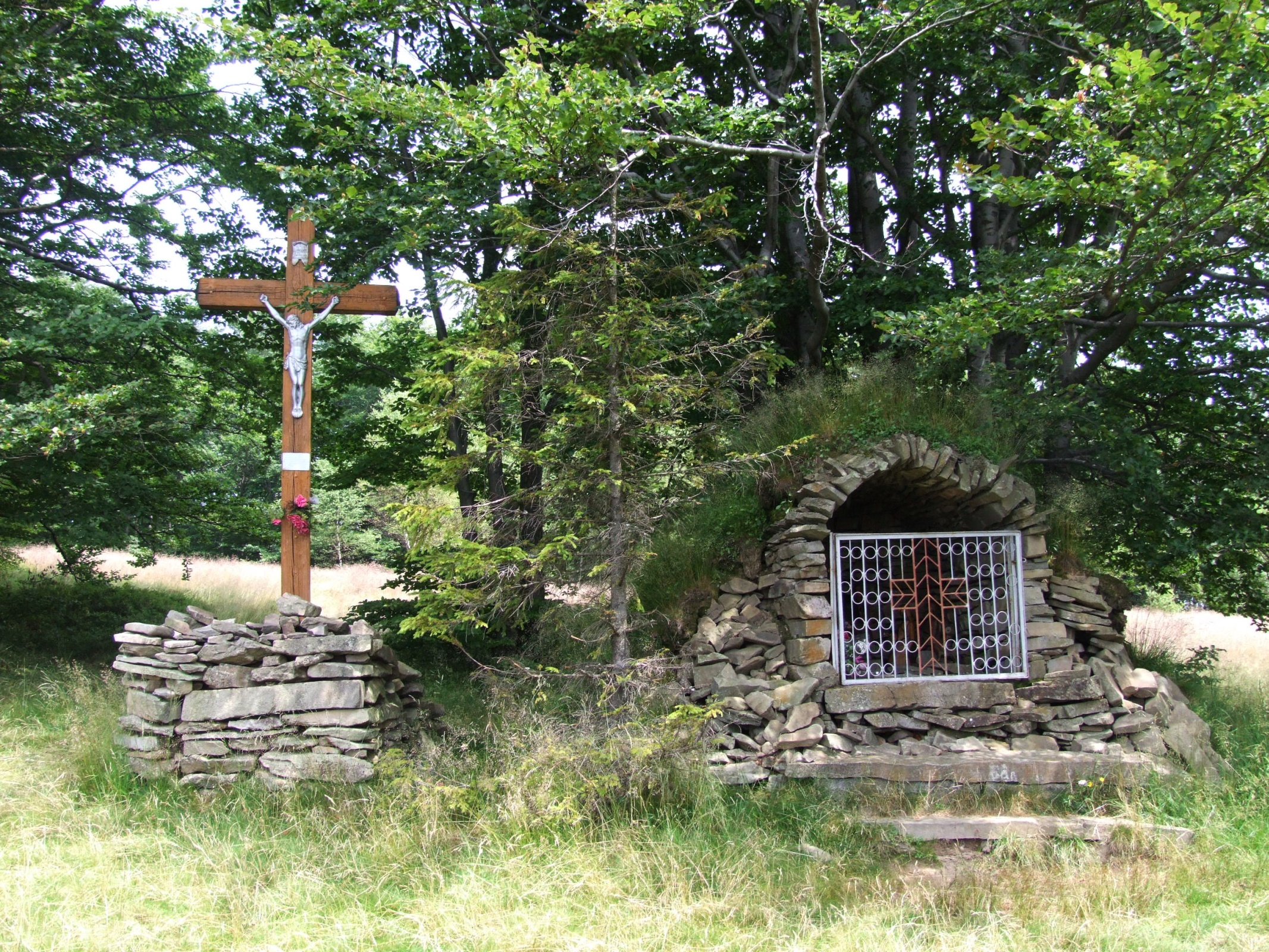
Murowana kapliczka na Hali Jaworzyna

Hala Jaworzyna – dawna hala (w rozumieniu pasterskim) na głównym grzbiecie i południowych podgrzbietowych stokach Pasma Jaworzyny w Beskidzie Sądeckim. Ma długość ok. 1,5 km i położona jest na wysokości 840–969 m. Rozpoczyna się po zachodniej stronie od grzbietu Zadnich Gór i ciągnie  jeszcze na wschód  od szczytu Jaworzyny Kokuszczańskiej (969 m). Dawniej były tutaj duże łąki i pastwiska, w niektórych miejscach były także pola uprawne. Jeszcze obecnie ok. 300 m na południe od szczytu Jaworzyny Kokuszańskiej istnieje jedno gospodarstwo rolne, które nigdy nie miało i nie ma prądu elektrycznego. Należy do osiedla Łazisko (miejscowość Kokuszka).
Pod szczytem Jaworzyny Kokuszczańskiej pod kępą buków  znajduje się murowana z kamienia kapliczka, a w niej szopka betlejemska wykonana przez ludowego artystę – Józefa Grucela z Ochotnicy Dolnej w Gorcach. Obok niej umieszczono krzyż i kamienny ołtarz. 
Od dawna nieużytkowana hala zarasta borówczyskami i lasem, i obecnie poprzerywana już jest kępami zarośli. Dobrze widać Makowicę i  boczny grzbiet odchodzący od szczytu  Hali Pisanej do doliny Popradu. 

## Szlaki turystyczne
– znakowany czerwono Główny Szlak Beskidzki na odcinku pomiędzy Rytrem a Jaworzyną Krynicką.